# ジョン・オサリヴァン

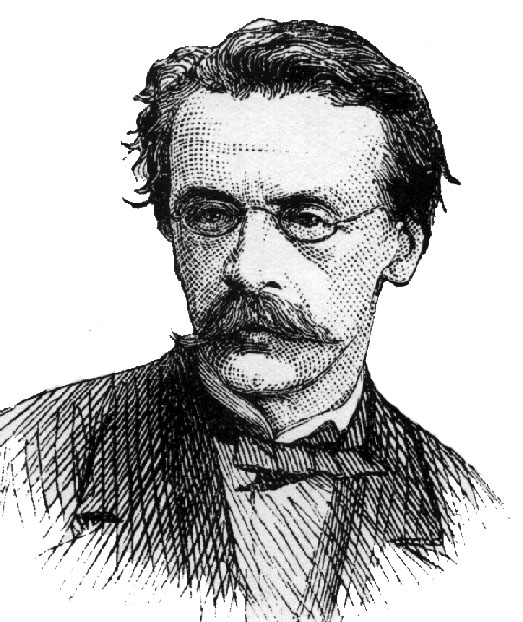
「ハーパーズ・ウィークリー」1874年11月号の表紙になったジョン・オサリヴァン。当時ジュネーブで、戦争を防ぐための国際的調停の方法を作る会議に出席していた

ジョン・オサリヴァン（英: John L. O'Sullivan、1813年11月15日 - 1895年3月24日）は、アメリカ合衆国のコラムニスト、編集者である。テキサス併合とオレゴン・カントリーの境界線引きが問題になっていた1845年に、アメリカ合衆国の西方拡張を正当化する「マニフェスト・デスティニー」という表現を最初に用いた人物である。オサリヴァンは影響力ある政治問題の著作家であり、民主党の支持者だった。フランクリン・ピアース大統領政権（在任1853年-1857年）で駐ポルトガル大使を務めたが、その後は精彩が無くなっていった。20世紀に入って「マニフェスト・デスティニー」という言葉を最初に使った者として再評価されることになった。コロンビア大学で学んだ。
1845年、「デモクラティック・レビュー」誌上において、1836年にメキシコから独立したテキサス共和国の併合を支持する際に「マニフェスト・デスティニー」という語を用いた。その後、『ニューヨーク・モーニング・ニュース』という新聞上で再びこの表現を用いて、合衆国の西方拡大を天命とする考え方を示した。

## マニフェスト・デスティニー
「デモクラティック・レビュー」1845年7月・8月号で、オサリヴァンは「併合」と題する随筆を掲載し、テキサス共和国をアメリカ合衆国に加盟させることを求めた。アメリカ合衆国上院では奴隷州の数が増えることと、メキシコとの戦争が関心事になっていたので、テキサス併合は長く議論の対象になっていた。1845年初期に議会は併合を票決したが、テキサスはこれをまだ受け入れておらず。反対者は依然として併合の阻止を期待していた。オサリヴァンの随筆では、「今はテキサス併合に対する反対を止める時である」と呼びかけていた。「毎年100万人単位で人口が増えているこの国の自由な発展のために、神の摂理で割り当てられたこの大陸全体に広がるという明白な使命（マニフェスト・デスティニー）」と書いて、アメリカ合衆国は北アメリカ大陸全体に広がるという天からの負託を受けていると論じた。テキサスはそれから間もなく併合されたが、オサリヴァンが「マニフェスト・デスティニー」という言葉を初めて使ったときは、それほどの注目を集めなかった。
オサリヴァンが2度目にこの言葉を使ったときは大きな影響を与えた。「ニューヨーク・モーニング・ニューズ」1845年12月27日版に掲載されたコラムで、イギリスとの間に続いていたオレゴン・カントリーの境界に関する論争について触れた。
すなわち、オサリヴァンは神（摂理）がアメリカ合衆国に、北アメリカ大陸全体で共和制民主主義（偉大な自由の実験）を広げる使命を与えたと考えた。イギリスは民主主義を広める目的でオレゴンを使うのではないので、この領土に対するイギリスの領有権主張は尊重されるべきでないと考えた。明白な使命は道徳的な考え（高い法）であり、国際法や調停を含めその他の考慮事項を超越すべきと信じた。この使命の中にカナダ東部は含めないことを明らかにし、1840年代に二国間の緊張を緩和すべく努めた。
オサリヴァンの当初抱いた明白な使命の考え方では、力による領土拡大を要求していなかった。アメリカ式民主主義の拡大は避けられないことであり、白人（すなわちアングロサクソン人）が新しい領域に移民すれば、軍事的行動無しにそれが起こるものだと信じた。1846年に米墨戦争に進むことは認めなかったが、その結果は両国にとっての恩恵になると考えるようになった。
オサリヴァンの言葉は1840年代に特に人民に人気を得るようになった感情に標語を与えたが、この考え方自体は新しいものではなかった。オサリヴァン自身が既にこのような考えを表明しており、特に1839年には「将来性のある偉大な国」という題の随筆を書いていた。マニフェスト・デスティニー概念を創出した者ではないが、最初期に提唱した者の一人だった。
オサリヴァンは当初この新しいキャッチフレーズを作ったことに気づいていなかった。ジェームズ・ポーク政権の野党であるホイッグ党がそれを批判した後で、人気が出るようになった。1846年1月3日、アメリカ合衆国下院議員ロバート・ウィンスロップが議会で「拡張へのマニフェスト・デスティニーの権利は普遍的なヤンキーの国を除いて、どの国にも存在するとは認められない」と言って揶揄した。この批判にも拘わらず、民主党はこの言葉を取り込んだ。素早く取り込まれたので、オサリヴァンが最初に発言したことが忘れられた。歴史家ジュリアス・プラットが1927年にこの言葉はオサリヴァンに始まったと結論付けて、初めてその事実が固められた。

## 後年
オサリヴァンは「マニフェスト・デスティニー」の記事を書いた時がその名声と影響力の頂点にあった。例えば、1845年1月8日、タマニー・ホールの勝利祝賀会で、民主党創設者かつ英雄であるアンドリュー・ジャクソンの彫像建立を提案した。その提案から実現された記念碑は、ホワイトハウスの通り向かいラファイエット広場に立つジャクソンの有名な騎馬像となり、1853年に除幕された。
財政的な問題が生じてオサリヴァンの編集者としての経歴が急な終わりを迎えた。「ニューヨーク・モーニング・ニューズ」が資金不足となり、1846年5月、新聞社投資家がオサリヴァンを解雇した。新しい経営者も事態を好転させることができず、9月には新聞の発行を停止した。これと同じ頃、オサリヴァンは「デモクラティック・レビュー」誌を売却したが、時折雑誌への寄稿は続けていた。この時32歳のオサリヴァンは新しい職を探し始めた。
オサリヴァンは1846年10月21日にスーザン・カーニー・ロジャーズと結婚した。ハネムーンではオサリヴァンの姉妹の一人が住んでいたキューバに行った。その後キューバのスペインからの独立を勝ち取るための運動に関わるようになった。この運動はキューバの反体制派とアメリカ人の傭兵で構成され、キューバがアメリカ合衆国に併合されることを期待していた。1848年5月10日、ポーク大統領との数回に及んだ会見の最初の機会に、キューバをスペインから買収するように説得に努めた。ポークはスペインにキューバの代償として1億ドルを提案した。この額はオサリヴァンが示唆したものだったが、その申し出は拒否された。
オサリヴァンは引き続きキューバ独立のために働き、ナルシソ・ロペスによる傭兵部隊遠征の資金を集めたが、この遠征は失敗した。その結果、オサリヴァンは中立法の侵害でニューヨーク市の連邦裁判所に訴えられた。1852年3月にあったその裁判は評決不能陪審に終わった。オサリヴァンの評判は傷ついたが、フランクリン・ピアース政権から駐スペイン大使に指名され、1854年から1858年まで赴任していた。これがオサリヴァンにとって最後の定職になった。オサリヴァンとその妻は残りの人生を貧窮の縁で暮らすことになった。
オサリヴァンは近づく南北戦争に反対し、平和的な解決、すなわち北部と南部の平和的な分離が可能になることを期待した。戦争が始まったときヨーロッパにいたオサリヴァンはアメリカ連合国の積極的な支持者になった。ある時点ではアメリカ連合国から給与を受け取っていた可能性がある。南部の側を宣伝する多くのパンフレットを書き、大統領はあまりに権限が強くなっているので、州の権限が中央政権による侵害から守られる必要があると論じた。以前には「自由の土地」運動を支持したことがあったが、この時は奴隷制度を擁護し、それなくして白人と黒人は共に調和して生きていくことはできないと記した。その行動はホーソーンなど以前の友人の幾人かを大いに失望させた。戦後、オサリヴァンは自らをヨーロッパで追放されている状態において、数年間を過ごした。
オサリヴァンは1870年代後半にニューヨーク市に戻ってきた。そこで職を得られるよう民主党のコネを使ってみたがうまくいかなかった。その政治的な生命は終わっていた。オサリヴァンの母の死後、当時宗教界で人気が出ていた心霊主義を信じるようになり、フォックス姉妹の一人を使ってウィリアム・シェイクスピアのような人々の霊と交信したと主張していた。
オサリヴァンはは1889年に脳卒中を患った。1895年にニューヨーク市の滞在型ホテルで、インフルエンザでひっそりと亡くなった。時は「マニフェスト・デスティニー」の言葉が復活しようという時代だった。その遺骸はスタテン島のモラビア墓地に埋葬されている。